# Kousséri
Kousséri, ou Cousséri, é uma cidade dos Camarões localizada na região do Extremo Norte. Kousséri é a capital do departamento de Logone-et-Chari (ou Lagoa e Chari).
Forma uma conurbação transfronteiriça com a cidade de Jamena, capital do Chade, da qual está separada pelo rio Chari e pelo rio Logone. Sobre este último situa-se a única ponte que serve os dois países, a ponte de N'Gueli.
Fundada e conhecida como Mser nos seus primórdios, seu nome na era colonial francesa tornou-se Fort-Foureau.